# The Flintstones: The Rescue of Dino & Hoppy
The Flintstones: The Rescue of Dino & Hoppy es un videojuego de plataformas de 1991 de Taito para Nintendo Entertainment System y basado en la serie animada Los Picapiedras. Más tarde, Taito lanzaría otro juego de Los Picapiedras para NES titulado The Flintstones: The Surprise at Dinosaur Peak en 1993.

## Jugabilidad
El juego está precedido por una breve escena que prepara el escenario. Un hombre del siglo XXX llamado Dr. Butler secuestra a la mascota de Pedro Picapiedra, Dino, y a la mascota de Pablo, Hoppy. El amigo extraterrestre de Pedro, el Gran Gazú, perdió partes de su máquina del tiempo debido al Dr. Butler. El Gran Gazú solo es visible para Pedro y para nadie más (un ligero cambio con respecto a la serie donde Pablo, Pebbles y Bam-Bam también podían verlo).
Con cada etapa que Pedro completa, recupera otra pieza de la máquina del tiempo, y Gazú une las piezas progresivamente. A lo largo de las etapas, Pedro se encuentra con Vilma, Pablo, Betty y Súper Sónico en la etapa futura. Pedro tiene que derrotar a un jefe en cada etapa. Al final del mapa, obtiene la última pieza y viaja al futuro, donde tiene que derrotar al Dr. Butler.

## Recepción
GamePro elogió los gráficos, la jugabilidad y la abundancia de niveles, pero criticó la música. AllGame otorgó una puntuación de revisión de 4 de 5 estrellas elogiando el juego como una plataforma de primer nivel con gráficos coloridos y brillantes que imitan la serie de dibujos animados diciendo: "Pedro es fácil de controlar, y su habilidad para aporrear a los enemigos y trepar por las repisas contribuye en gran medida a que la jugabilidad se sienta diferente a la de otros títulos del género".

## 7 Grand Dad
Un hack ROM del juego titulado 7 GRAND DAD (chino: 原始瑪莉VII; pinyin: Yuánshǐ Mǎlì VII), fue lanzado en 1992 y publicado por J.Y. Company en Taiwán. Presentaba la cabeza de Pedro Picapiedra intercambiada con la cabeza de Mario de Super Mario Bros. 3, y una pantalla de título alterada que presentaba un sprite de Mario que se originaba en un videojuego de apuestas taiwanés pirata llamado Dian Shi Ma Li junto con un sprite de Pedro Picapiedra en una estrella que se originaba desde la pantalla de título del juego no pirateado. Esto eventualmente se convertiría en un meme de internet, y se hizo famoso después de una transmisión en vivo del realizador de directos de Twitch y YouTuber Vargskelethor Joel del conjunto de transmisión Vinesauce, así como del grupo de música de parodia SiIvaGunner.

## Juegos relacionados
- The Flintstones: The Surprise at Dinosaur Peak
- The Flintstones